# You Always Hurt the One You Love
You Always Hurt the One You Love è una canzone blues, in seguito diventata una canzone standard del pop, scritta da Doris Fisher e Allan Roberts. Col passare degli anni è stata rifatta da molti artisti come i Mills Brothers, Connie Francis (tredicesima nella Official Singles Chart del 1959), Fats Domino, The Impressions, Frankie Laine, Richard Chamberlain (come b-side del singolo Rome Will Never Leave You), Peggy Lee, Maureen Evans, Michael Bublé, Kay Starr, Hank Thompson, Ringo Starr (nel suo album del 1970, Sentimental Journey) e Clarence 'Frogman' Henry, la versione della quale è entrata nella top 20 del Billboard Hot 100 nel 1961. È stata incisa anche una versione parodica molto popolare di Spike Jones. Il brano appartiene alla colonna sonora della serie britannica The Singing Detective (1986).

## Versione dei Mills Brothers
La cover dei Mills Brothers è stata pubblicata dalla Decca Records come catalogo numero 18599. Il 22 giugno 1944 raggiunse la hit-parade dei Bets Seller sulla rivista Billboard, mantenendo la prima posizione per 20 settimane. La versione dei Mills Brothers è stata anche la numero cinque nella Harlem Hit Parade.

## Versione di Spike Jones
La parodia di Jones di questa canzone è essenzialmente composta da tre parti:
- una lenta, riproducendo la prima parte del brano, voce di Carl Grayson, con uno stile sulla falsariga degli Ink Spots;
- una parlata, riproducendo la seconda parte del brano, fatta da Ernest Jansen "Red" Ingle, elaborata in uno stile suggestivo di Amos 'n' Andy;
- una reiterazione frenetica di tutta la canzone, in stile Dixieland, voce nuovamente di Carl Grayson, accompagnata da spari di pistole e altri tipici effetti sonori di Jonesian.

## Versione di Ryan Gosling
Molto famosa è inoltre la versione all'ukulele di Ryan Gosling, resa nota dal film Blue Valentine. Nella scena del primo appuntamento con Cindy (Michelle Williams), Gosling (nei panni di Dean), non essendo capace di cantare, interpreta la canzone in modo buffo, mentre lei improvvisa dei passi di tip tap.